# 題目塔

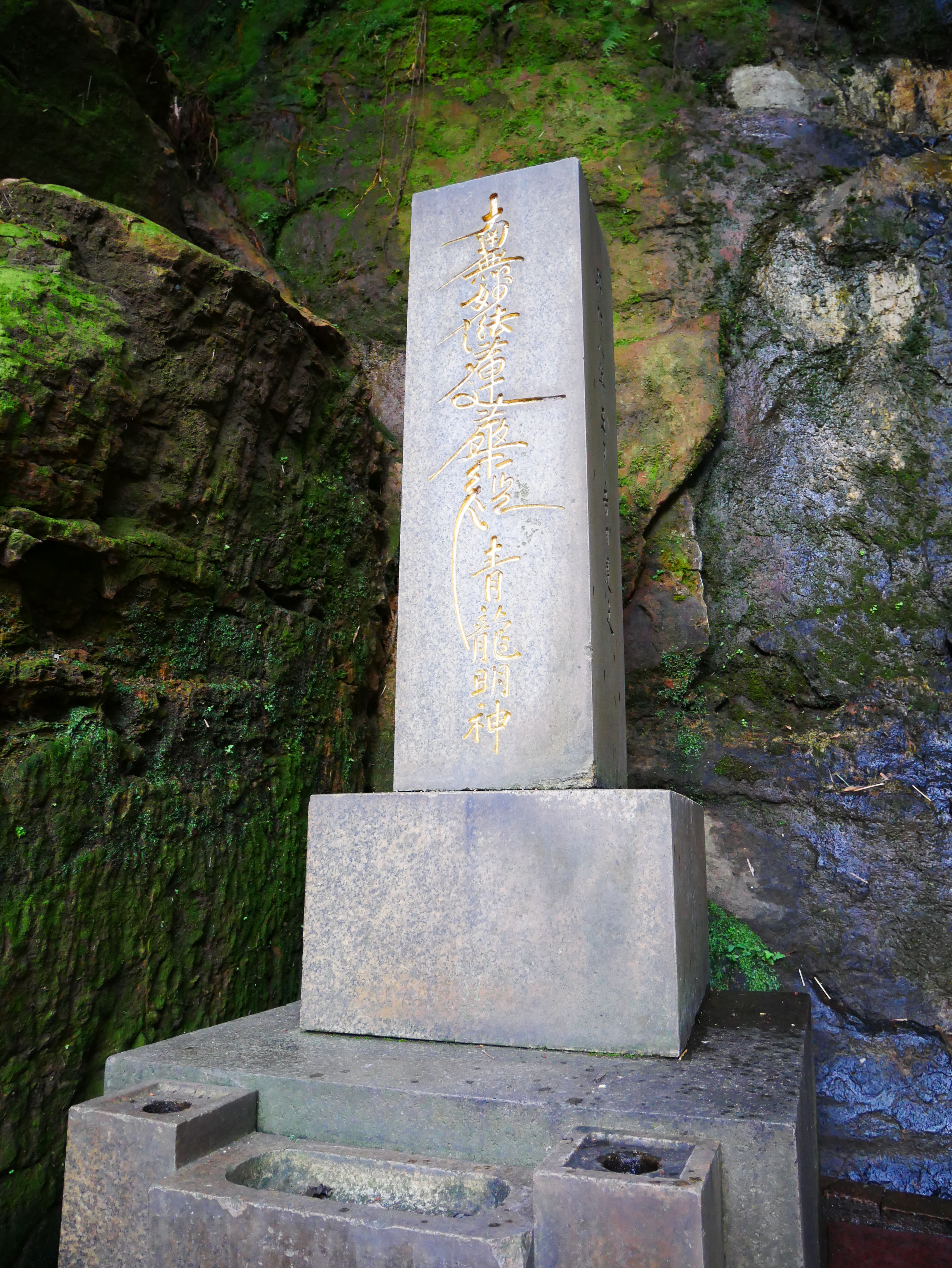
青龍明神題目塔

題目塔（だいもくとう）は、南無妙法蓮華経と刻まれた、鎮魂を目的とする供養塔である。

## 概要
主に御影石を使ったものが多く、供養塔としては大型で高さ4メートルを超えるものもある。全国の街道・寺院・刑場跡に多く建立されている。中でも百基を超える題目塔を建立した、京都三条通の熱心な法華信者・谷口法悦（俗名は長右衛門）のものが有名である。鈴ヶ森刑場や、亀山市の東海道沿いにあるものが知られている。
谷口は京都の処士で、諱は正次、徳川吉宗の側室である深心院の父という説があり、一橋宗尹の祖父にあたる。